# Ovanåkers socken
Ovanåkers socken i Hälsingland ingår sedan 1971 i Ovanåkers kommun och motsvarar från 2016 Ovanåkers distrikt.
Socknens areal är 520,13 kvadratkilometer land. År 2000 fanns här 6 949 invånare. En del av tätorten Viksjöfors, tätorterna Edsbyn, och Roteberg samt tätorten och kyrkbyn Ovanåker med sockenkyrkan Ovanåkers kyrka ligger i socknen.  

## Administrativ historik
Ovanåker socken bildades 1639 genom en utbrytning ur Alfta socken. 1759 utbröts Voxna socken. 1 maj 1885 överfördes området för Mattsmyra kapellag till Voxna socken.
Vid kommunreformen 1862 övergick socknens ansvar för de kyrkliga frågorna till Ovanåkers församling och för de borgerliga frågorna bildades Ovanåkers landskommun. Landskommunen inkorporerade 1952 Voxna landskommun och uppgick sedan 1971 i Ovanåkers kommun. 2002 uppgick Voxna församling i församlingen och 2012 uppgick församlingen i Alfta-Ovanåkers församling.
1 januari 2016 inrättades distriktet Ovanåker, med samma omfattning som församlingen hade 1999/2000.
Socknen har tillhört fögderier, tingslag och domsagor enligt vad som beskrivs i artikeln Hälsingland. De indelta soldaterna tillhörde Hälsinge regemente, Alfta kompani.

## Geografi
Ovanåkers socken ligger kring Voxnan. Socknen har odlingsbygd vid vattendragen och är i övrigt en kuperad sjörik skogsbygd med höjder som i nordväst i Ryggeberget når 494 meter över havet.

## Fornlämningar
Från stenåldern finns lösfynd och från järnåldern finns gravhögar.

Ovanåkers sockenvapen. En sinistervänd svan. (tinktur okänd)

## Namnet
Namnet (1542 Offuanååker) kommer från kyrkbyn. Namnet har förleden prepositionen ovan och efterleden åker.

## Befolkningsutveckling
| Befolkningsutvecklingen i Ovanåkers socken 1750–1990                                                     | Befolkningsutvecklingen i Ovanåkers socken 1750–1990 | Befolkningsutvecklingen i Ovanåkers socken 1750–1990 | Befolkningsutvecklingen i Ovanåkers socken 1750–1990 | Befolkningsutvecklingen i Ovanåkers socken 1750–1990 |
| --- | ---------------------------------------------------- | ---------------------------------------------------- | ---------------------------------------------------- | ---------------------------------------------------- |
| |                                                      |                                                      |                                                      |                                                      |
| År |                                                      |                                                      | Folkmängd                                            |                                                      |
| 1750 | 1750                                                 |                                                      | 1 399                                                |                                                      |
| 1760 | 1760                                                 |                                                      | 1 562                                                |                                                      |
| 1769 | 1769                                                 |                                                      | 1 834                                                |                                                      |
| 1780 | 1780                                                 |                                                      | 1 356                                                |                                                      |
| 1790 | 1790                                                 |                                                      | 1 654                                                |                                                      |
| 1800 | 1800                                                 |                                                      | 1 889                                                |                                                      |
| 1810 | 1810                                                 |                                                      | 1 968                                                |                                                      |
| 1820 | 1820                                                 |                                                      | 2 208                                                |                                                      |
| 1830 | 1830                                                 |                                                      | 2 554                                                |                                                      |
| 1840 | 1840                                                 |                                                      | 2 814                                                |                                                      |
| 1850 | 1850                                                 |                                                      | 2 800                                                |                                                      |
| 1860 | 1860                                                 |                                                      | 3 053                                                |                                                      |
| 1870 | 1870                                                 |                                                      | 3 196                                                |                                                      |
| 1880 | 1880                                                 |                                                      | 3 677                                                |                                                      |
| 1890 | 1890                                                 |                                                      | 3 614                                                |                                                      |
| 1900 | 1900                                                 |                                                      | 4 212                                                |                                                      |
| 1910 | 1910                                                 |                                                      | 4 543                                                |                                                      |
| 1920 | 1920                                                 |                                                      | 5 392                                                |                                                      |
| 1930 | 1930                                                 |                                                      | 6 062                                                |                                                      |
| 1940 | 1940                                                 |                                                      | 6 460                                                |                                                      |
| 1950 | 1950                                                 |                                                      | 7 239                                                |                                                      |
| 1960 | 1960                                                 |                                                      | 7 198                                                |                                                      |
| 1970 | 1970                                                 |                                                      | 7 047                                                |                                                      |
| 1980 | 1980                                                 |                                                      | 7 491                                                |                                                      |
| 1990 | 1990                                                 |                                                      | 7 393                                                |                                                      |
| Anm: Källor: Umeå universitet - Tabellverket 1749-1859, Demografiska databasen, CEDAR, Umeå universitet. |                                                      |                                                      |                                                      |                                                      |